# Glomeridella larii
Glomeridella larii är en mångfotingart som beskrevs av Karl Wilhelm Verhoeff 1912. Glomeridella larii ingår i släktet Glomeridella och familjen Glomeridellidae. Inga underarter finns listade i Catalogue of Life.